# أقاليم تشيلي
تشيلي تنقسم إلى 15 إقليم (بالأسبانية: Regiones ومفردها: Región )، وهي التقسيم الإداري الأول في الدولة. كل إقليم رأسه مشرف (Intendente) معين من قبل الرئيس ومجلس إقليمي منتخب بالانتخاب غير المباشر (Consejo Regional).

ChileRegions

وتنقسم هذه الأقاليم الخمس عشر إلى محافظات (Province ) وهي المستوى الإداري الثاني في الدولة، كل محافظة تدار بواسطة محافظ (Gobernador) معين من قبل الرئيس. هناك 54 محافظة بالأجمالي. وتنقسم هذه المحافظات إلى شعبيات (Commune) وهي المستوى الإداري الثالث وتحكم بواسطة بلديات (Municipality ).

## التسميات
كل إقليم أعطي رقم روماني يعرف به ويسبق اسم الأقليم (مثال: IV Región de Coquimbo) وتقرأ هكذا (الأقليم الرابع كوكيمبو). عندما أنشأت الأقاليم تم تعين الأرقام الرومانية من الأقاليم التي تقع في الشمال إلى الجنوب. تم تعين رقم واحد بالرومانية (I) إلى الأقليم الواقع في أقصى الشمال والأقليم الواقع في أقصى الجنوب رقم اثنى عشر (XII) وهذا عددها آنذاك. إقليم سانتياغو متروبوليتان يقع في وسط الدولة وهو الحاضن للعاصمة سانتياغو استثنى من الترقيم وأعطي الأحرف (RM) والتي هي اختصار (Región Metropolitana) وتعني الأقليم الحضري. في عام 2007 أنشأت الأقاليم الرابع عشر (XIV) في الشمال والخامس عشر (XV) في الجنوب (لم يستخدم الرقم الثالث عشر XIII) وبهذا تم كسر الترتيب المعمول في تسمية الأقاليم من الشمال إلى الجنوب.

## التاريخ
التقسيم الإداري لتشيلي أنشئ في عام 1974 وكان يقتصر على 13 إقليم (تم تغيير هذا الرقم عبر الإصلاح الدستوري في عام 2005). سابقاً كانت تشيلي مقسمة إلى 25 محافظة (Province ) والتي تنقسم إلى إدارات (Departments ) وتنقسم هذه الإدارات إلى شعبيات (Commune ). التنظيم الإداري الجديد تم تطبيقه عبر مراحل بدأت في عام 1974 وامتدت إلى باقي الدولة حتى الأول من يناير عام 1976. بدأ العمل بإقليم سانتياغو متروبوليتان في أبريل عام 1980.
في ديسمبر عام 2006 تم إنشاء إقليم أركا وبارناكوتا في الشمال بإستقطاع محافظتين من أقصى الشمال من إقليم تاراكبكا، وإقليم لوس رينوس في الجنوب وبإحاطة محافظات فالديفيا، وهو الجزء السابق لإقليم لوس لاغوس، ورانكو الجزء السابق لفالديفيا. كلا الإقليمين بدأ العمل به في أكتوبر عام 2007.

## قائمة الأقاليم
| مفتاح | الأسم (عربي/Spanish)                                                                           | العاصمة                     | المساحة (كم2) | تعداد السكان | الترتيب الشمال إلى الجنوب |
| ----- | ---------------------------------------------------------------------------------------------- | --------------------------- | ------------- | ------------ | ------------------------- |
| 01    | إقليم تاراباكا Región de Tarapacá                                                              | ايكويكو Iquique             | 42,225.8      | 298,257      | 2                         |
| 02    | إقليم أنتوفاغاستا Región de Antofagasta                                                        | أنتوفاغاستا Antofagasta     | 126,049.1     | 542,504      | 3                         |
| 03    | إقليم أتاكاما Región de Atacama                                                                | كوبيابو Copiapó             | 75,176.2      | 290,581      | 4                         |
| 04    | إقليم كوكيمبو Región de Coquimbo                                                               | لا سيرينا La Serena         | 40,579.9      | 704,908      | 5                         |
| 05    | إقليم فالبارايسو Región de Valparaíso                                                          | فالبارايسو Valparaíso       | 16,396.1      | 1,723,547    | 6                         |
| 06    | إقليم ليبرتادور جنرال برناردو أوهيغينز Región del Libertador General Bernardo O'Higgins        | رانكاغوا Rancagua           | 16,387        | 872,510      | 8                         |
| 07    | إقليم مولي Región del Maule                                                                    | تالكا Talca                 | 30,296.1      | 963,618      | 9                         |
| 08    | إقليم بيو بيو Región del Bío Bío                                                               | كونثبثيون، تشيلي Concepción | 37,068.7      | 1,965,199    | 10                        |
| 09    | إقليم أروكانيا Región de la Araucanía                                                          | تيموكو Temuco               | 31,842.3      | 907,333      | 11                        |
| 10    | إقليم لوس لاغوس Región de Los Lagos                                                            | بويرتو مونت Puerto Montt    | 48,583.6      | 785,169      | 13                        |
| 11    | إقليم أيسن ديل جنرال كارلوس إيبانيس ديل كامبو Región Aysén del General Carlos Ibáñez del Campo | كويهايكيو Coihaique         | 108,494.4     | 98,413       | 14                        |
| 12    | إقليم ماجلانز ي لا أنتارتيكا تشيلينا Región de Magallanes y de la Antártica Chilena            | بونتا أريناس Punta Arenas   | 132,291.1     | 159,152      | 15                        |
| 13    | إقليم سانتياغو متروبوليتان Región Metropolitana de Santiago                                    | سانتياغو Santiago           | 15,403.2      | 6,683,852    | 7                         |
| 14    | إقليم لوس ريوس Región de Los Ríos                                                              | فالديفيا Valdivia           | 18,429.5      | 363,887      | 12                        |
| 15    | إقليم أريكا ي بارينكوتا Región de Arica y Parinacota                                           | أريكا Arica                 | 16,873.3      | 213,595      | 1                         |

ملاحفظة: التعداد السكاني من إحصاء عام 2012.